# Jan Vokál
Jan Vokál (* 25. září 1958, Hlinsko v Čechách) je český římskokatolický biskup. Od roku 1991 byl vatikánským úředníkem. Dne 3. března 2011 ho papež Benedikt XVI. jmenoval královéhradeckým biskupem. Biskupské svěcení přijal 7. května 2011 ve vatikánské bazilice sv. Petra z rukou vatikánského státního sekretáře kardinála Tarcisia Bertoneho.

## Život

### Mládí
Narodil se a vyrůstal jako druhé ze tří dětí v křesťanské rodině Jana a Anny Vokálových v Hlinsku, první svátosti přijal v tamější farnosti Narození Panny Marie. Vystudoval Střední průmyslovou školu elektrotechnickou v Pardubicích (1974–1978) a poté obor technická kybernetika na Fakultě elektrotechnické ČVUT, kde roku 1983 získal titul inženýra.

### Studium
V září 1983 emigroval z Československa, když se při výletu do Benátek během dovolené v jugoslávském Umagu nedostavil k odjezdu a namísto toho hned po příjezdu do Benátek vyhledal nádraží a odjel vlakem do Říma. Tam jej v Papežské koleji Nepomucenum přijal Mons. Karel Vrána a po několika měsících získal politický azyl z náboženských důvodů. Už v roce 1983 nastoupil na papežskou kolej Nepomucenum v Římě a studoval filosofii a teologii na Papežské lateránské univerzitě. Během studia se po dobu tříměsíčních letních prázdnin, kdy byla kolej uzavřena, čtyřikrát zdokonaloval ve znalosti angličtiny v americkém Texasu.

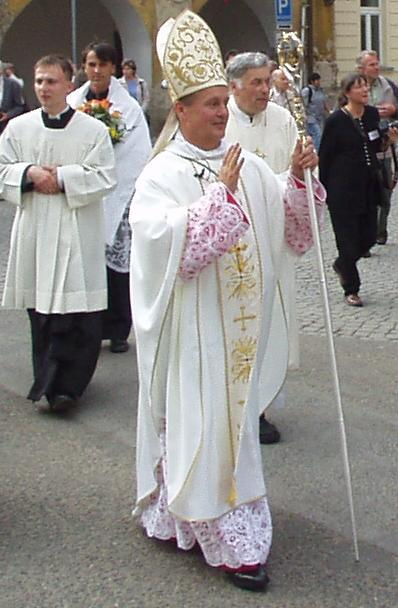
Mons. Jan Vokál po své intronizaci

Dne 5. července 1988 jej v německém Ellwangenu (diecéze Rottenburg-Stuttgart) vysvětil biskup Jaroslav Škarvada na jáhna a podle místa původu jej inkardinoval do královéhradecké diecéze. Roční jáhenskou praxi vykonal ve farnosti svatého Dominika v Northfieldu a na Univerzitě svatého Tomáše v arcidiecézi St. Paul-Minneapolis v USA.

### Kněz a působení ve Vatikánu
Dne 28. května 1989 jej papež Jan Pavel II. v bazilice sv. Petra ve Vatikánu vysvětil na kněze. V letech 1989–1990 působil jako farní vikář (kaplan) v kostele Zjevení Páně (Epiphany Church) v diecézi Peoria v USA. Od 1. října 1991 pracoval na Sekci pro obecné záležitosti Státního sekretariátu ve Vatikánu jako minutant (koncipista, tedy ten, kdo připravuje koncepty písemností). V posledním období měl na starosti slovanské státy. V letech 1995, 1997 a 2009 doprovázel papežské pastorační návštěvy v České republice. V letech 1992–2005 byl osobním sekretářem kardinála Corrada Bafileho. Roku 2005 jej papež Benedikt XVI. jmenoval koadjutorem kanovnické kapituly při bazilice Panny Marie Sněžné v Římě, zde vykonával kněžskou službu. Od roku 1997 má titul kaplan Jeho Svatosti a od roku 2007 je prelátem Jeho Svatosti. 28. září 2005 jej královéhradecký biskup Dominik Duka OP jmenoval čestným kanovníkem Katedrální kapituly Svatého Ducha v Hradci Králové.
Na Papežské lateránské univerzitě v Římě vystudoval též práva, v roce 2005 tam získal licenciát a 2008 doktorát (diplom obojího práva, in utroque iure, JU.D.). Obdržel diplom Kongregace pro bohoslužbu a svátosti za studium manželských kauz (1991–1992) a diplom Kongregace pro blahořečení a svatořečení za studium postulátů kauz (2004–2005). Roku 2009 získal na Univerzitě Karlově v Praze v rigorózním řízení titul JUDr. v oboru ústavního práva. Plynně hovoří kromě češtiny anglicky a italsky, pasivně ovládá němčinu, polštinu a ruštinu. Mluvčí České biskupské konference Aleš Pištora neměl k dispozici informaci, zda má Jan Vokál vatikánské občanství, ale iDnes.cz to považuje za pravděpodobné.

### Biskupem královéhradeckým
Dne 3. března 2011 jej papež Benedikt XVI. jmenoval 25. biskupem královéhradeckým. Úřadu se ujal v sobotu 14. května 2011 při slavnostní intronizaci v katedrále Svatého Ducha v Hradci Králové.
Za své biskupské heslo si Jan Vokál zvolil začátek známé mariánské modlitby „Sub tuum praesidium“ (Pod ochranu tvou). Biskupský erb mu navrhl církevní heraldik arcibiskup Andrea kardinál Cordero Lanza di Montezemolo. Štít je rozdělen čtvrcením na pokos do čtyř polí: 1. pole zlaté (místo červeného, znak biskupství v papežských barvách), na něm stříbrná vzlétající holubice Ducha Svatého (podle okna ve svatopetrské basilice a erbu biskupství). Na 2. modrém poli zlatý havajský květ (připomínka vlámského misionáře Damiána de Veustera, Otce malomocných), 3. modré pole se zlatým vidlicovým křížem (připomínka bl. Anny Kateřiny Emmerichové) a ve 4. zlatém poli modré písmeno M jako symbol Panny Marie. Nad štítem je zelený biskupský klobouk se šesti střapci na každé straně.
Biskup Jan Vokál uvedl vysvětlení svého znaku: „Celý znak je soukromým vyjádřením mého povolání v symbolech. Majestátní symbol Ducha Svatého je pak v horní části znaku: pod tímto symbolem v okně baziliky sv. Petra ve Vatikánu jsem byl vysvěcen na kněze, na stejném místě přijmu biskupskou konsekraci. A poslání, které mi právě Svatý Otec svěřil, se váže ke katedrále zasvěcené právě Duchu Svatému. Svatý Damián de Veuster stál jednoznačně u zrození mého povolání ke kněžství a bl. Kateřina Emmerichová mi nepochybně nejvíce pomohla v tomto povolání vytrvat.“
Od roku 2013 je biskup Jan Vokál také členem COMECE, Komise biskupů z biskupských konferencí Evropské unie.
V roce 2019 se stal členem sjednocené maltsko-pařížské obedience Vojenského a špitálního řádu sv. Lazara Jeruzalémského a po zesnulém kardinálu Miloslavu Vlkovi se ujal funkce hlavního kaplana jeho české jurisdikce.

## Galerie

Znak biskupa Jana Vokála
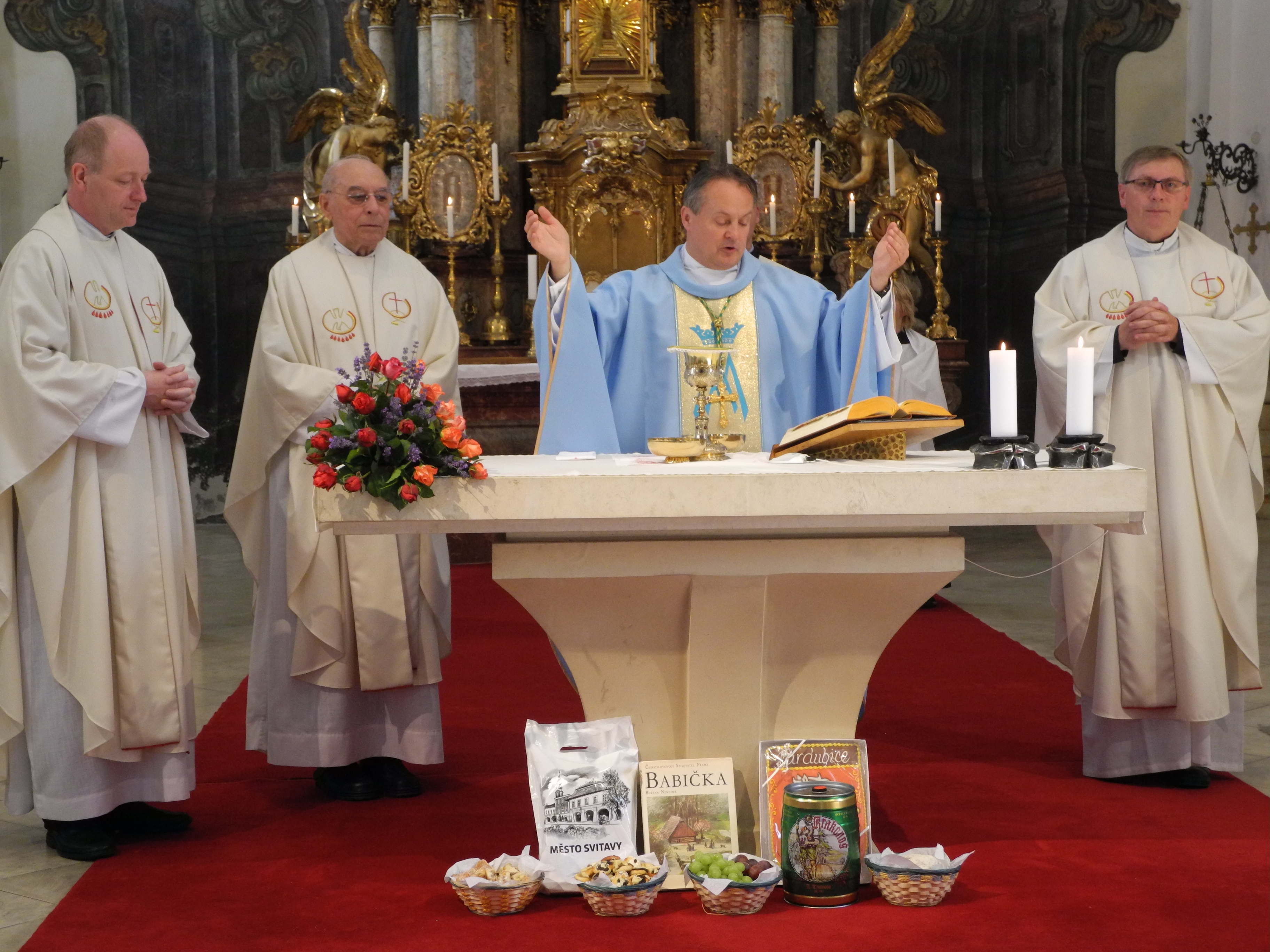
Mons. Jan Vokál na Diecézním setkání seniorů a jejich přátel, červen 2012
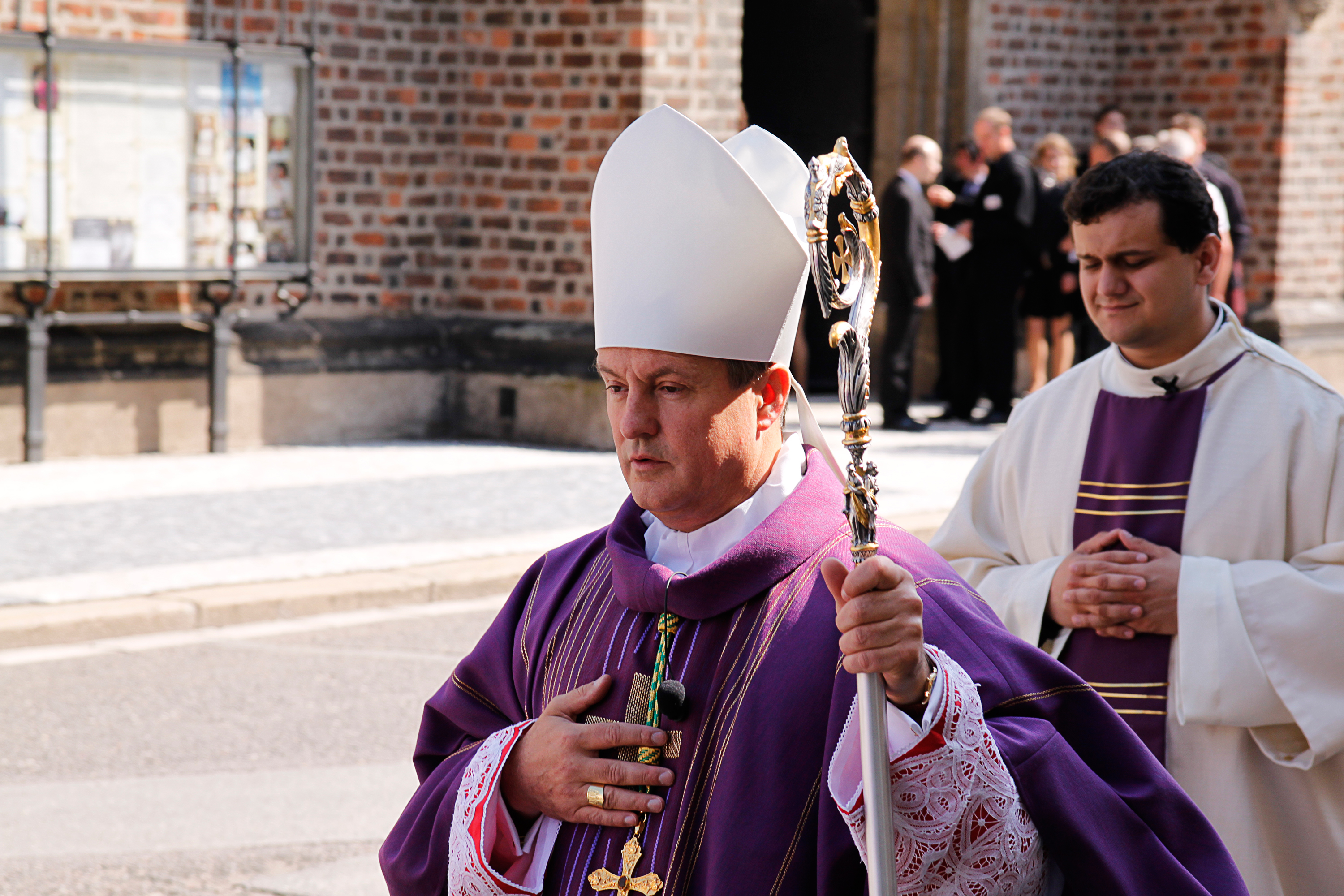
Mons. Jan Vokál na pohřbu Karla Otčenáška